# Ogrody we Wrocławiu

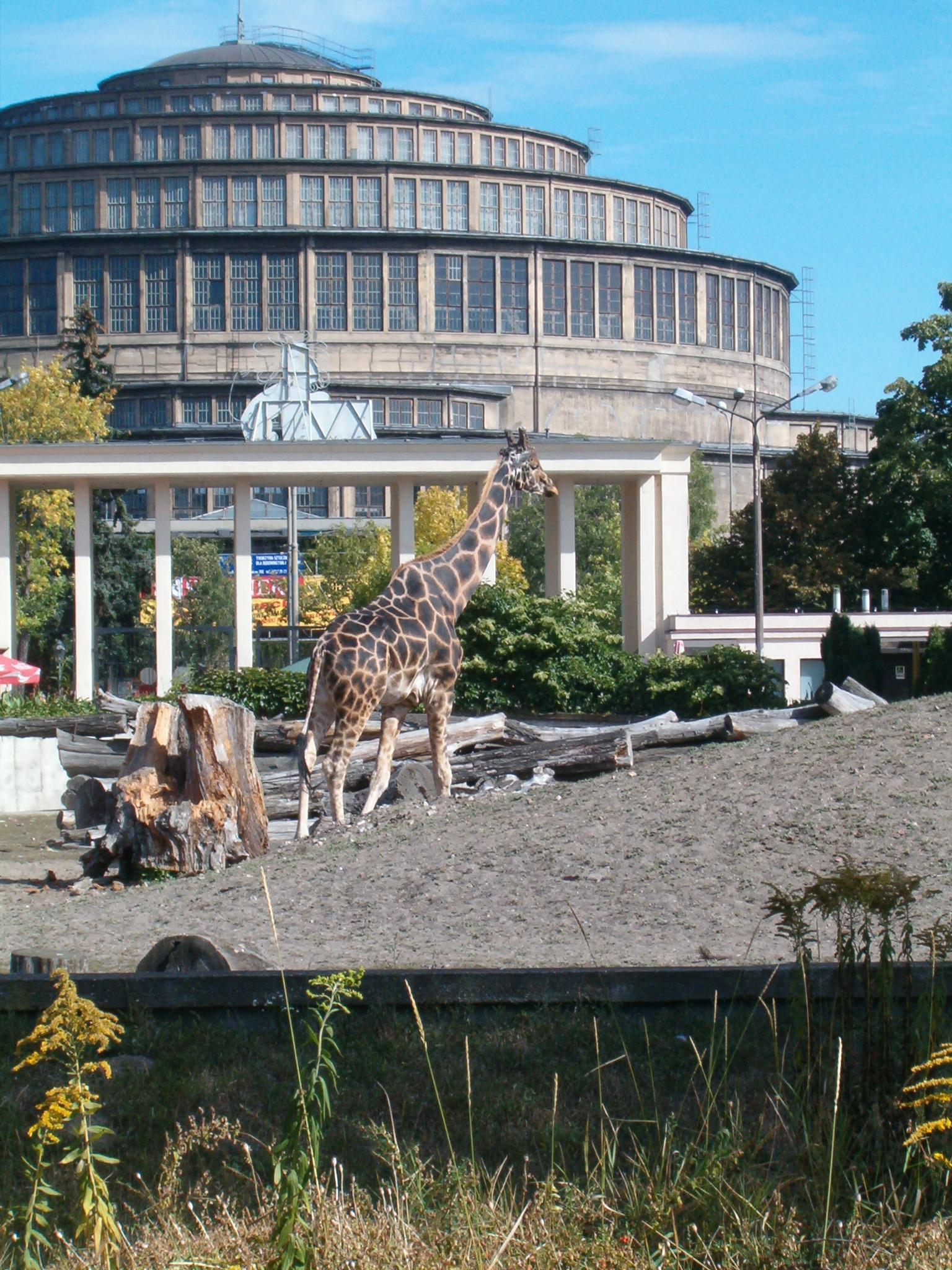
Zoo, Hala Stulecia

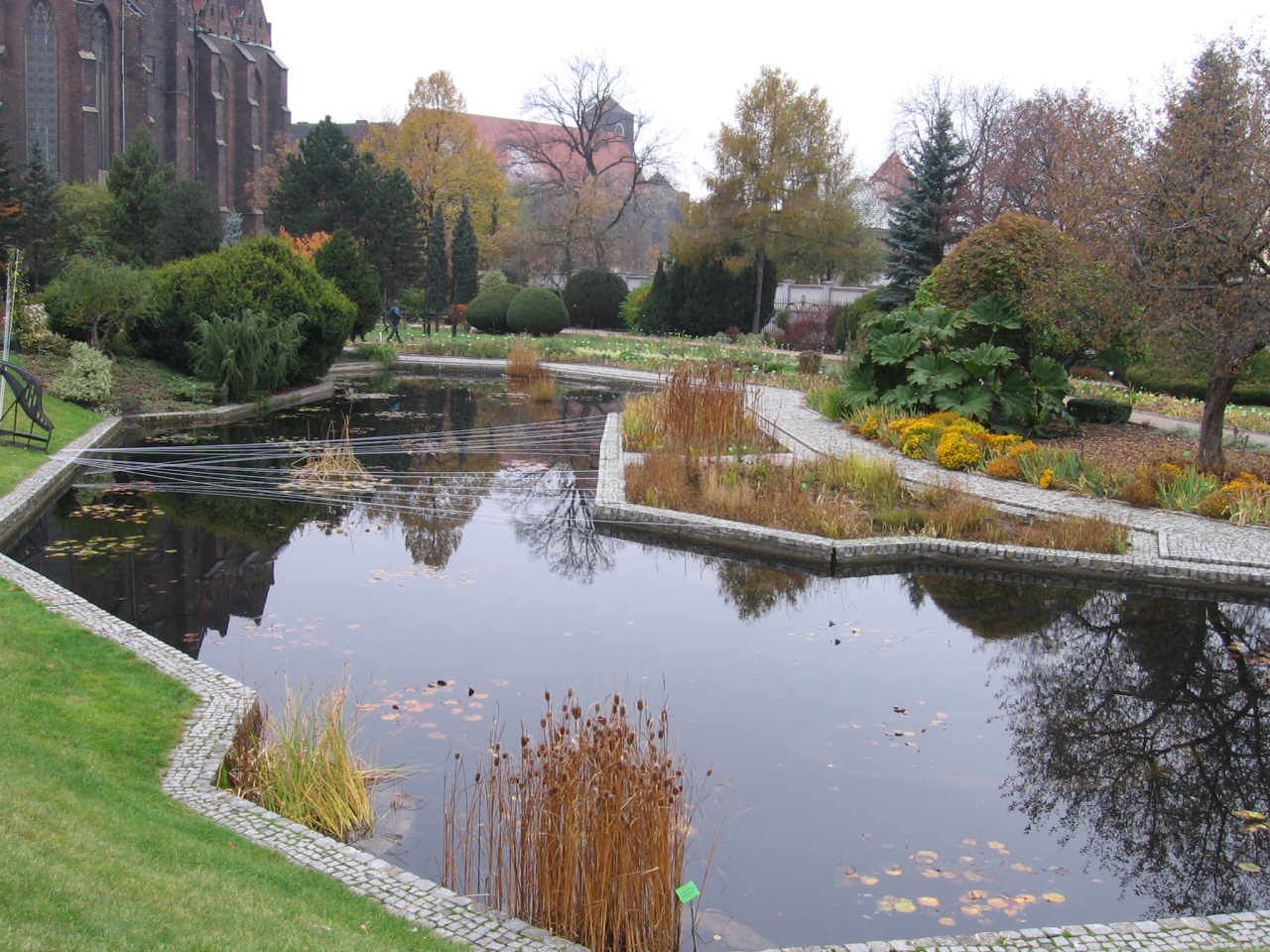
Ogród Botaniczny

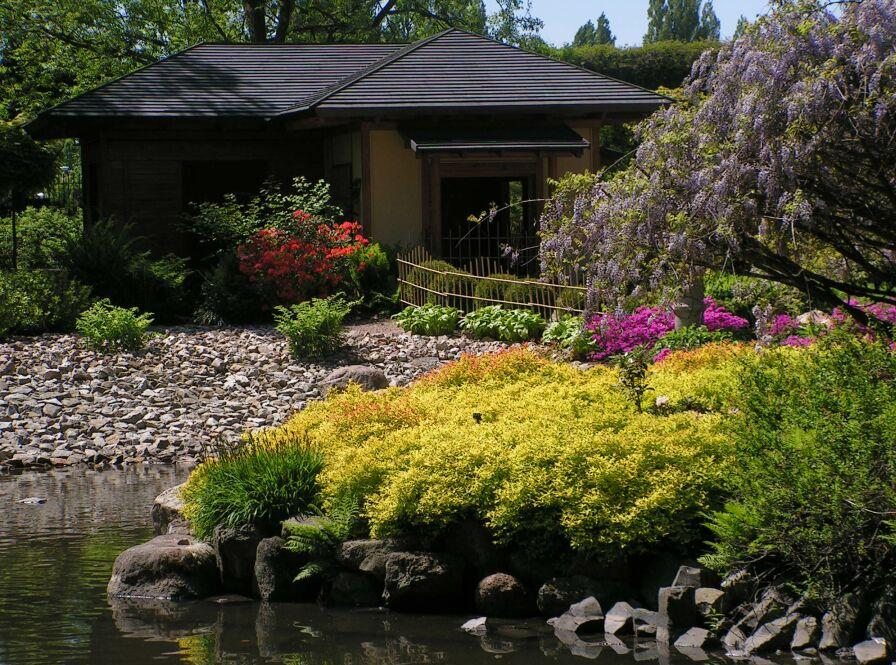
Ogród Japoński

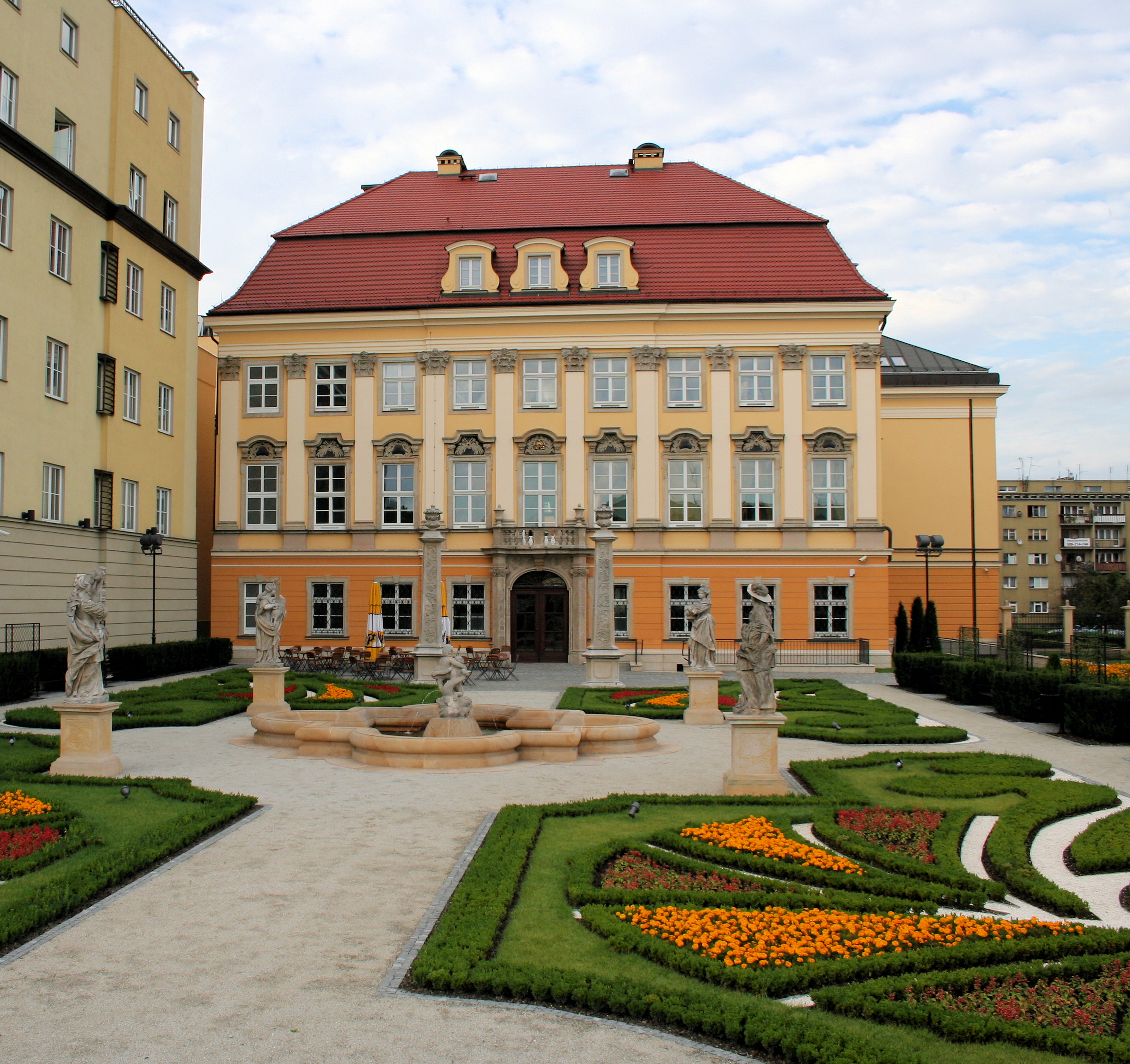
Pałac Spätgenów

Ogrody we Wrocławiu obejmują ogrody zlokalizowane w obrębie miasta Wrocław. 

## Ogrody
Ogród Zoologiczny we Wrocławiuzałożony w 1865 roku, najstarszy w obrębie współczesnych granic Polski, położony jest w dzielnicy Dąbie nad rzeką Odrą, zajmuje około 30 ha, jest największym ogrodem zoologicznym w Polsce pod względem liczby gatunków zwierząt, około 7 100 zwierząt z 565 gatunków (dane z 2005 roku), oprócz zwierząt występuje tu 106 taksonów drzew i krzewów.
Ogród Botaniczny we Wrocławiuzałożony w 1811 razem z Uniwersytetem Wrocławskim, położony jest w dzielnicy Ołbin na północ od Ostrowa Tumskiego, zajmuje około 7,4 ha, około 7,5 tysiąca gatunków roślin, około 12 000 taksonów.
Ogród Japoński we Wrocławiuzałożony został w latach 1909–1912 w związku z Wystawą Stulecia w 1913 roku, położony jest w obrębie Parku Szczytnickiego.

## Inne ogrody
Arboretum Uniwersytetu PrzyrodniczegoArboretum – Ośrodek Badań Dendrologicznych (łączna powierzchnia 72,52 ha), obejmujący: Park Jubileuszowy w Ramiszowie (powierzchnia 9,71 ha), zabytkowy park przypałacowy Pawłowice (powierzchnia 7,38 ha), grunty leśne przekazane przez Lasy Państwowe – częściowo Las Zakrzowski (powierzchnia 55,43 ha).
Ogrody na Ostrowie Tumskimobejmują szereg niewielkich ogrodów, między innymi: ogród odtwarzany od lat siedemdziesiątych z zespołem barokowych rzeźb piaskowcowych, ogród przy Ulicy Katedralnej z murem i pawilonami ogrodowymi, ogród z wykorzystaniem barokowych rzeźb, elementów fontanny i pochodzącej z elewacji Młynów św. Klary, ogrody w zespole dworów Kanoników, ogrody zamkowe wzdłuż Bulwarów przy Ulicy św. Marcina; w części ogrody te nie są ogólnodostępne.
Ogród przy Pałacu Królewskimniewielki, odrestaurowany ogród przy Pałacu Spätgenów – obecnie Muzeum Miejskie Wrocławia; ogród położony jest od strony Placu Wolności.
Ogród Roślin Leczniczych Uniwersytetu Medycznegoplacówka naukowo dydaktyczna Wydziału Farmacji AM, znajduje się przy al. Jana Kochanowskiego 12.

## Ogrody działkowe
Podobnie jak w większości miast Polski, we Wrocławiu również znajduje się szereg ogrodów działkowych. Ogrody działkowe zajmują we Wrocławiu około 1 435 ha (według danych z 2004 roku), liczba działek około 60 000. Są to przeważnie obszary zamknięte dostępne wyłącznie dla użytkowników danych ogrodów działkowych. Pewnym ewenementem jest kompleks ogrodów działkowych na osiedlu Gajowice otoczonych Stadionem Śląska, Ulicą Oporowską, Ulicą Stalową, Ulicą Kwaśną i Ulicą Kruczą. Tu wyznaczone zostały główne aleje, które są ogólnodostępne dla spacerowiczów. Zbudowano przy tym niezbędne elementy małej architektury: ławki, kosze na śmieci, plac zabaw dla dzieci; zapewniając okolicznym mieszkańcom dostęp do terenów zielonych, których w tym rejonie jest brak (w pobliżu, po przeciwnej stroni Ulicy Kruczej, położony jest jedynie niewielki obszar zieleni przy Wzgórzu Gajowickim). Choć ogrody działkowe nie stanowią cennych przyrodniczo obszarów, to stanowią często w powiązaniu z innymi obszarami zieleni miejskiej istotny składnik większych ekosystemów.